# Limagrain
Limagrain est un groupe coopératif agricole français spécialisé dans les semences de grandes cultures, les semences potagères et les produits céréaliers. Fondé en Auvergne en 1965, le groupe est basé à Saint-Beauzire dans le Puy-de-Dôme, et développe ses activités également à l'étranger.
Limagrain était en 2018 le quatrième semencier mondial, grâce à Vilmorin & Cie, chef de file européen en « farines fonctionnelles » (farines de céréale et agents de texture destinés à l'industrie agroalimentaire), la 2e société de transformation en produit boulanger français et la 3e en produit pâtissier français (avec sa filiale Jacquet Brossard) en 2016-2017.
En 2024, la groupe a réalisé un chiffre d’affaires de près de 2,5 milliard d’euros, pour un résultat net de 83 millions d'euros.
Limagrain emploie prés de 9600 collaborateurs dont, en 2023-2024, plus de 2 000 chercheurs dans 53 pays. En Auvergne, la coopérative regroupe près de 2 000 adhérents agriculteurs en Limagne et près de 1 500 salariés en Auvergne.

## Histoire
Limagrain est fondé en 1965 par des agriculteurs de la plaine de la Limagne. Dès sa création, la coopérative installe ses bureaux de direction au milieu des terres agricoles de Limagne, là où ses agriculteurs sont présents. Très vite, la coopérative s'inscrit dans une démarche de recherche et d'innovation en matière d'agriculture en y consacrant 10 % de son chiffre d'affaires, un chiffre qui se rapproche plus des 15 % au début du XXIe siècle.
En 1975, la coopérative acquiert Vilmorin, ce qui lui permet de se développer dans le domaine des semences potagères.
Durant les décennies 1980-1990, la coopérative intensifie ses activités de recherche en ouvrant le premier laboratoire de biotechnologies végétales à Clermont-Ferrand en 1986. Les recherches de Limagrain portent principalement sur deux céréales : le maïs et le blé.
En 1992, Limagrain a créé la société « Domaine de Limagne » spécialisée dans la transformation de canards gras nourris à partir de maïs des exploitations agricoles de la région, et de la commercialisation de ces produits transformés (entreprise cédée en 2000).
Avec l'acquisition de Nickerson en 1990 puis de Jacquet en 1995, la coopérative se développe en construisant une filière blé en Limagne allant de la graine au pain. Introduite en bourse dans les années 1990, la coopérative se développe dans 55 pays et devient le 4e semencier au monde,.
En 2014, Limagrain a inauguré son nouveau siège social, situé au cœur du Biopôle Clermont-Limagne.
En 2016, Limagrain et la société Carbios ont créé la coentreprise Carbiolice, spécialisée dans les matériaux plastiques biosourcés et biodégradables. En 2018, Limagrain acquiert Biogemma, société de biotechnologie végétale.
Avec l'acquisition en mai 2018 de Unicorn Grain Specialities, la coopérative devient le leader européen dans le secteur des ingrédients céréaliers.
En 2019, Limagrain fait toujours partie des 10 premiers semenciers mondiaux, dans un secteur en proie à une vague de fusions-acquisitions importante sans précédent (disparition de la marque Monsanto, arrivée de la Chine via Syngenta).
En avril 2023, Limagrain annonce l'acquisition de la participation de 28,75 % qu'il ne détenait pas dans Vilmorin.

## Les différentes activités du groupe
Au fur et à mesure de son développement, la coopérative Limagrain a diversifié ses activités et intervient désormais à la fois dans le domaine des semences et des produits céréaliers.

Aujourd'hui, la coopérative regroupe près de 2 000 adhérents avec plus de 40 000 ha de productions contractualisées avec ceux-ci. Le chiffre d'affaires de cette branche est de 186 millions d'euros (avec l'intégration des activités réalisées avec des sociétés de Semences de Grandes Cultures et de Produits Céréaliers du Groupe) en 2018 grâce à 406 salariés. 

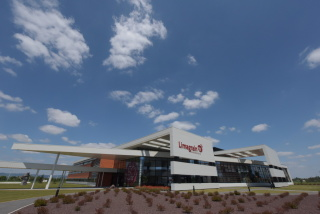
Le siège social de Limagrain à Saint-Beauzire.

### Semences de grandes cultures
Base historique de Limagrain, l'activité semences de grandes cultures est attachée à Vilmorin & Cie depuis 2006. Limagrain occupe en 2018 la 6e place au rang mondial avec un chiffre d'affaires de 1 302 millions d'euros en 2018 et est le premier semencier européen en céréales à paille (blé et orge).

### Semences potagères
Les semences potagères sont une activité majeure de Limagrain depuis 1975. Elles s'adressent aux marchés professionnels des maraîchers et des conserveurs. Vilmorin & Cie leur propose des semences potagères (comme des tomates, des carottes ou encore des melons) à rendement élevé et donc à forte valeur ajoutée.
La branche dédiée à cette activité emploie plus de 3 700 salariés et a généré 678 millions d'euros de chiffre d'affaires. Limagrain occupe le 2e rang mondial sur ce marché.

### Produits de jardin
Dévolue aux jardiniers amateurs, l'activité Produits de jardin propose des semences de variétés potagères et florales, des bulbes et des produits phytosanitaires. Sur ce type de produits, Limagrain est considéré comme le premier acteur européen avec un chiffre d'affaires de 49 millions d'euros.

### Boulangerie-pâtisserie
Avec l'achat de Jacquet en 1995, et de Brossard en 2011, Limagrain est le 2e transformateur de l'industrie agroalimentaire français du secteur de la boulangerie et le 3e transformateur français pour la pâtisserie en 2014-2015.

### Ingrédients céréaliers
Fondée en Auvergne en 2002, Limagrain Ingredients, filiale de Limagrain, est une entreprise qui fabrique des ingrédients pour les industriels de l’agroalimentaire.
Limagrain Ingredients transforme chaque année plus de 200 000 tonnes de céréales.
Limagrain Ingredients réalise en 2022 un chiffre d’affaires de 150 M€ (avec l'intégration des activités réalisées avec des sociétés de semences de grandes cultures et de produits céréaliers du groupe). L’entreprise est implantée dans 6 endroits en France et rassemble plus de 250 employés.

## Recherche et développement
Depuis sa création en 1965, la recherche occupe une part importante des activités de la coopérative. Ce sont plus de 110 stations de recherche qui ont été implémentées par le groupe un peu partout dans le monde.
À titre d'exemple, pour l'exercice 2017-2018, Limagrain a consacré 14,3 % de son chiffre d'affaires à la recherche, activité qui regroupe 22 % de ses effectifs salariés.
Le budget alloué à la recherche se concentre autour de deux thématiques majeures :
- L'innovation variétale, c'est-à-dire la création de nouvelles variétés de plantes plus résistantes aux maladies, aux insectes et aux aléas climatiques via la recherche dans les biotechnologies[25],[26].
- L'innovation agronomique, autrement dit l'invention de modèles de production plus efficaces ainsi que de nouvelles pratiques agricoles[27], notamment le concept d'agriculture de précision, qui vise l'optimisation des rendements et des investissements des exploitations agricoles en cherchant à mieux tenir compte des variabilités des milieux et des conditions entre parcelles différentes[28].

## Activité de lobbying

### Auprès des institutions françaises
Limagrain est inscrit comme représentant d'intérêts auprès de la Haute Autorité pour la transparence de la vie publique. L'entreprise déclare à ce titre en 2018 que deux collaborateurs sont employés dans le cadre de l'activité de représentation d'intérêts et que les coûts annuels liés aux activités directes de représentation d'intérêts auprès de l'Assemblée sont compris entre 50 000 et 75 000 euros.

### Auprès des institutions de l'Union européenne
Limagrain est inscrit depuis 2016 au registre de transparence des représentants d'intérêts auprès de la Commission européenne. Il déclare en 2018 pour cette activité l'équivalent de 0,2 temps plein et des dépenses d'un montant inférieur à 10 000 euros. Limagrain est également membre du lobby European seed association, inscrit depuis 2012 au registre de transparence des représentants d'intérêts auprès de la Commission européenne, et qui déclare en 2018 pour cette activité huit équivalents temps plein et des dépenses d'un montant compris entre 800 000 et 900 000 euros.

## Controverses

### Lobbying sur les OGM
Limagrain est la seule entreprise à poursuivre la recherche sur les OGM en 2015 en France,.
La Confédération paysanne reproche à Limagrain un lobbying auprès du Haut Conseil des biotechnologies afin d'obtenir que les semences modifiées in vitro ou par cisgénèse ne soient pas considérées comme OGM. Cette controverse sur les nouvelles techniques de modification génétique amène huit organisations membres du Conseil économique, éthique et social à démissionner en 2016 du Haut Conseil des biotechnologies (Les Amis de la Terre, la Confédération paysanne, la Fédération nationale de l’agriculture biologique, France Nature Environnement, Greenpeace, le Réseau Semences Paysannes et l’Union nationale de l’apiculture française). L'avocate Blanche Magarinos Rey estime que « le groupe Limagrain est engagé dans la promotion sans réserve des OGM, par le biais de ses participations dans les groupes Biogemma, Meristem, et Genective ».
89 associations appellent en mai 2019 à une marche « contre le système agro-industriel et les multinationales de l'agrochimie », dont Limagrain.

### Liens avec l'INRA
Limagrain développe son activité de recherche en 1965 avec l’aide de l’Inra, et en particulier d’André Cauderon, directeur depuis 1959 de la station de Clermont. La firme emploie alors plusieurs anciens chercheurs de l’Inra. L'effort de recherche conduit l'entreprise à son premier succès commercial avec l'obtention du maïs hybride LG 11, qui représente 35 % des parts de marché au milieu des années 1970 et lui permet de se transformer, en l’espace de quelques années, en multinationale semencière : « Or la variété LG 11, un hybride trois voies fabriqué à partir d’Inra 258 et des lignées F7 et F2, doit énormément à l’Inra et à André Cauderon. Ce partenariat formel et informel entre l’Inra et Limagrain est typique du nouveau positionnement que l’institut est petit à petit appelé à adopter sous la pression conjointe des coopératives semencières et des nouvelles orientations économiques nationales. Il ne s’agit plus de travailler avec des filières de multiplication et de distribution des semences hybrides obtenues ou choisies par l’Inra, mais d’appuyer, à travers un transfert de compétences, de technologies et de matériel génétique, les entreprises françaises – et en premier lieu un petit nombre de « champions nationaux » – face à la concurrence étrangère. Dans le cadre de cette nouvelle division du travail, l’Inra est prié de se retirer de l’obtention directe pour se concentrer sur la recherche d’amont ». Selon Christophe Bonneuil et Frédéric Thomas, « l’Inra n’est plus désormais le maître du jeu en matière de création variétale. C’est le ministère qui est aux commandes, l’Inra n’intervenant plus que comme prestataire de services de recherche-développement, voire en prête-nom des semenciers privés pour obtenir des financements publics ».

### Structure du groupe
Selon l'avocate Blanche Magarinos-Rey, « la société Limagrain, présentée systématiquement comme une « coopérative », est en fait une multinationale tentaculaire » qui représente en France sept sociétés distinctes, dont une seule de forme coopérative. Le groupe Limagrain est ainsi géré classiquement par une société anonyme à conseil d'administration, et plusieurs de ses sociétés ne déposent pas leur compte annuel au Tribunal de commerce.
Toutefois, selon Pierre-Yves Gomez, professeur à l'EM Lyon, le modèle de gouvernance adopté par la coopérative est adaptée aux évolutions économiques : « La réussite économique de Limagrain illustre le fait que la croissance internationale d’une entreprise n’est pas incompatible avec le projet de développement d’un territoire, sous réserve que son système de gouvernance maintienne la fidélité à l’enracinement local. L’ancrage de la coopérative assure même à cette gouvernance une vertu qui pourrait expliquer son succès : chaque administrateur demeure un paysan, qui travaille pour produire dans sa propre exploitation ».

### Vente de semences non inscrites au catalogue officiel
Selon l'émission Cash investigation, Limagrain vendrait à ses adhérents des semences dites « réservées » qui ne sont pas inscrites au catalogue officiel, la vente serait désignée sous les termes « assistance technique et savoir faire » et non « vente de semences ». Selon Limagrain, il n'y a pas de vente, c'est une « mise à disposition gratuite des semences aux agriculteurs ».